# Marie Van Vorst
Marie Louise Van Vorst (Nueva York, 23 de noviembre de 1867-Florencia, 16 de diciembre de 1936) fue una escritora, investigadora, pintora y enfermera voluntaria estadounidense durante la Primera Guerra Mundial.

## Primeros años
Marie Louise Van Vorst nació en la ciudad de Nueva York, hija de Hooper Cumming Van Vorst y Josephine Adele Treat Van Vorst. Su padre era juez del Tribunal Superior de la ciudad de Nueva York y presidente del Century Club.

## Carrera profesional
Van Vorst y su cuñada viuda, Bessie Van Vorst, se mudaron a Francia y coescribieron novelas juntas, incluida Bagsby's Daughter (1901). Para The Woman Who Toils: Being the Experiences of Two Ladies as Factory Girls (1903), fueron encubiertas a una fábrica de encurtidos en Pittsburgh; una fábrica textil en las afueras de Búfalo, Nueva York; una variedad de tiendas de ropa en Chicago; una fábrica de zapatos en Lynn, Massachusetts; y una fábrica de algodón en el sur para aprender sobre la vida de las mujeres trabajadoras. La introducción del libro fue escrita por Theodore Roosevelt. Marie Van Vorst también escribió regularmente para Harper's Magazine, Good Housekeeping y otras publicaciones nacionales.
Los libros de Van Vorst incluyen Philip Longstreth (1902), Amanda of the Mill (1905), Miss Desmond (1905), The Sins of George Warrener (1906), The Sentimental Adventures of Jimmy Bulstrode (1908), In Ambush (1909), First Love (1910), The Girl from His Town (1910), The Broken Bell (1912), His Love Story (1913), Big Tremaine (1914), Mary Moreland (1915), Fairfax and His Bride (1920), Tradition (1921), The Queen of Karmania (1922), Goodnight Ladies! (1931), y The Gardenia (1933). Tres de sus novelas fueron adaptadas para películas mudas antes de 1920.
Durante la Primera Guerra Mundial, se ofreció como trabajadora de un hospital de campaña en Neuilly-sur-Seine y París, y escribió War Letters of an American Woman (1916) sobre sus experiencias en la zona de guerra. Ese mismo año publicó un libro de poesía, War Poems (1916). Regresó a los Estados Unidos para dar conferencias y recaudar fondos para ambulancias estadounidenses en Francia. En 1918, se hizo cargo de una organización de ayuda de posguerra en Italia. En 1922, la artista Mary Foote animó a Van Vorst a dedicarse a la pintura, y exhibió su arte en la ciudad de Nueva York.

## Vida personal
Van Vorst en 1916 se casó con el viudo conde Gaetano Cagiati en París en una pequeña ceremonia de boda en la catedral de Notre Dame. Más tarde adoptó a un huérfano de guerra, un hijo al que llamó Frederick John Barth Van Vorst. En 1936, mientras estaba en Florencia, Italia, murió de neumonía a la edad de 69 años.